# Улица Лескова (Москва)
Улица Леско́ва — улица бульварного типа на северо-востоке Москвы в районе Бибирево Северо-восточного административного округа. Проходит от Алтуфьевского шоссе до улицы Плещеева и переходит в Широкую улицу. Название перенесено в 1977 году с упразднённой в соседнем Лианозове улицы. Названа в честь известного русского писателя Николая Семёновича Лескова (1831—1895). Мемориальная доска не сохранилась.

## Расположение
Улица Лескова проходит с запада на восток, начинается от Алтуфьевского шоссе, пересекает Шенкурский проезд, Мурановскую улицу, поворачивает на юго-восток, пересекает улицу Конёнкова и кончается на стыке улиц Плещеева и Корнейчука, переходя в Широкую улицу. Нумерация домов ведётся от Алтуфьевского шоссе.

## Примечательные здания
По нечётной стороне:
- № 1 — ресторан «Вкусно — и точка»
- № 3к3 — Государственное бюджетное общеобразовательное учреждение города Москвы «Школа Глория» Корпус 2 https://gsg.mskobr.ru/#/
- № 5А — Государственное бюджетное общеобразовательное учреждение города Москвы «Школа Глория» Корпус 4 https://gsg.mskobr.ru/#/
- № 7 — Государственное бюджетное образовательное учреждение дополнительного образования города Москвы "Центр детского и юношеского творчества «Бибирево» https://bibirevo.mskobr.ru/#/
- № 11 — Церковь евангельских христиан-баптистов «Голгофа» https://golgotha.ru/
- № 11Б — православная церковь «Живоносный источник» http://hram-ziv.cerkov.ru/
- № 25A — Московское среднее специальное училище олимпийского резерва № 4 им. А. Я. Гомельского http://uor4.ru/

По чётной стороне:
- № 6 — Общественная организация «Московский городской совет ветеранов» https://www.mgsv.moscow/
- № 6Г — Государственное бюджетное общеобразовательное учреждение города Москвы «Школа № 953» (Здание 7) https://co953sv.mskobr.ru/#/
- № 8 — Отделение почтовой связи № 127349
- № 8A — Государственное бюджетное общеобразовательное учреждение города Москвы «Школа № 953» (Здание 4) https://co953sv.mskobr.ru/#/
- № 8Б — Государственное бюджетное учреждение здравоохранения «Детская городская поликлиника № 125 Департамента здравоохранения города Москвы» Филиал № 1 https://mosgorzdrav.ru/dgp125f1
- № 14 — кинотеатр «Будапешт» (снесен в 2017 г.) https://www.adggroup.ru/budapesht

## Общественный транспорт

### Метро
- Станция метро  Алтуфьево — в начале улицы.
- Станция метро  Бибирево — ближе к концу улицы.

### Автобусы
По улице проходят следующие маршруты автобусов:
- м44к (платформа Лось —  Медведково —  Алтуфьево — 6-й микрорайон Бибирева)
- 525 (улица Корнейчука —  Алтуфьево  Владыкино)
- м57: Осташковская улица —  Медведково —  Бибирево —  Речной вокзал
- 282 (улица Корнейчука —  Войковская)
- 284 ( Речной вокзал —  Бибирево)
- 353 ( Владыкино —  Бибирево — Осташковская улица
- 601 (станция Лосиноостровская —  Медведково —  Алтуфьево — Абрамцевская улица)
- 705 ( Бибирево — Абрамцевская улица)
- м44 (платформа Лось —  Медведково —  Алтуфьево — Лобненская улица)
- 815 (Абрамцевская улица —  Алтуфьево — п. Севводстрой)
- 928 (станция Лосиноостровская) —  Бабушкинская —  Алтуфьево —  Грачёвская)

## Галерея

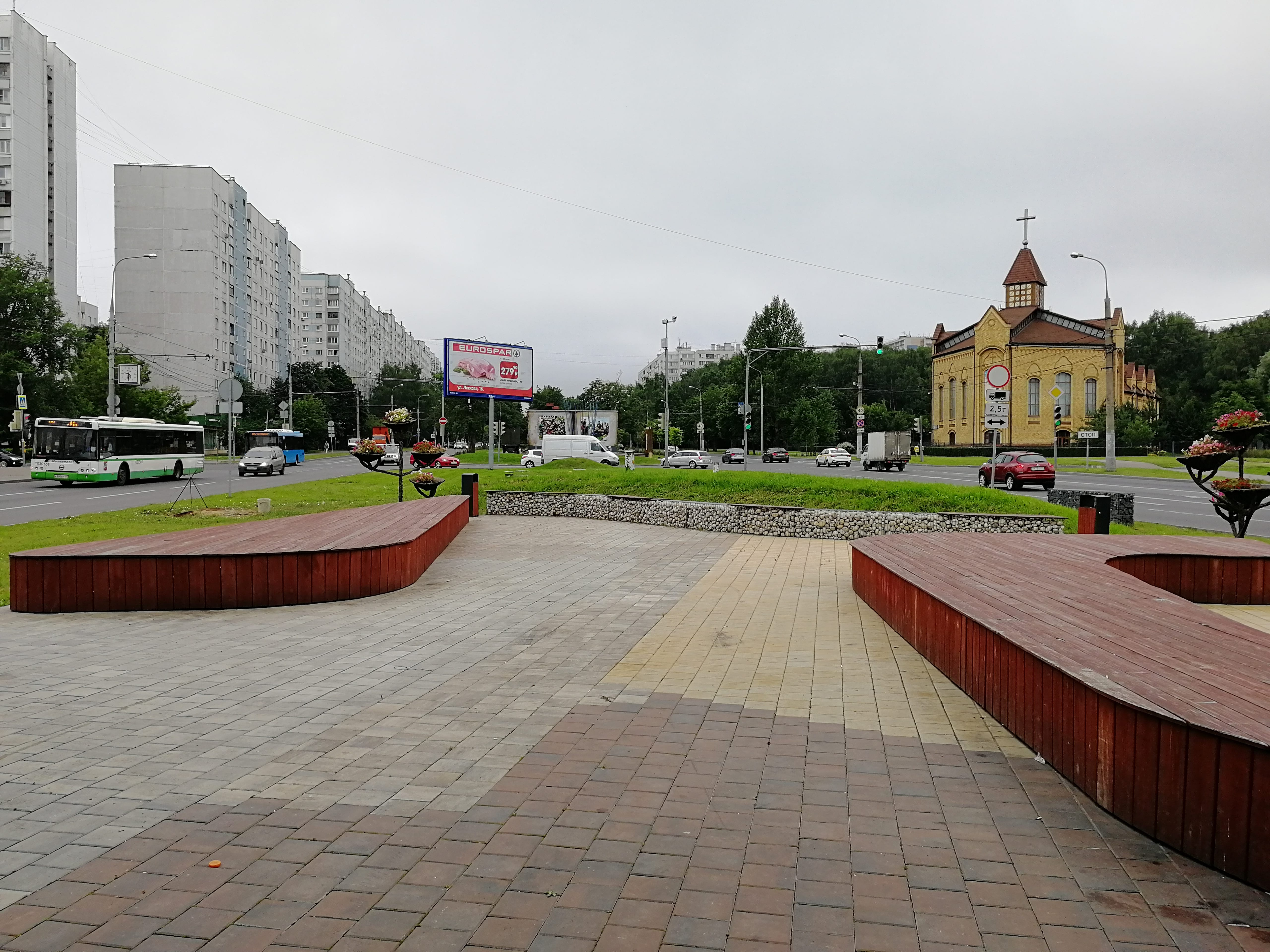
Общественное пространство в сквере
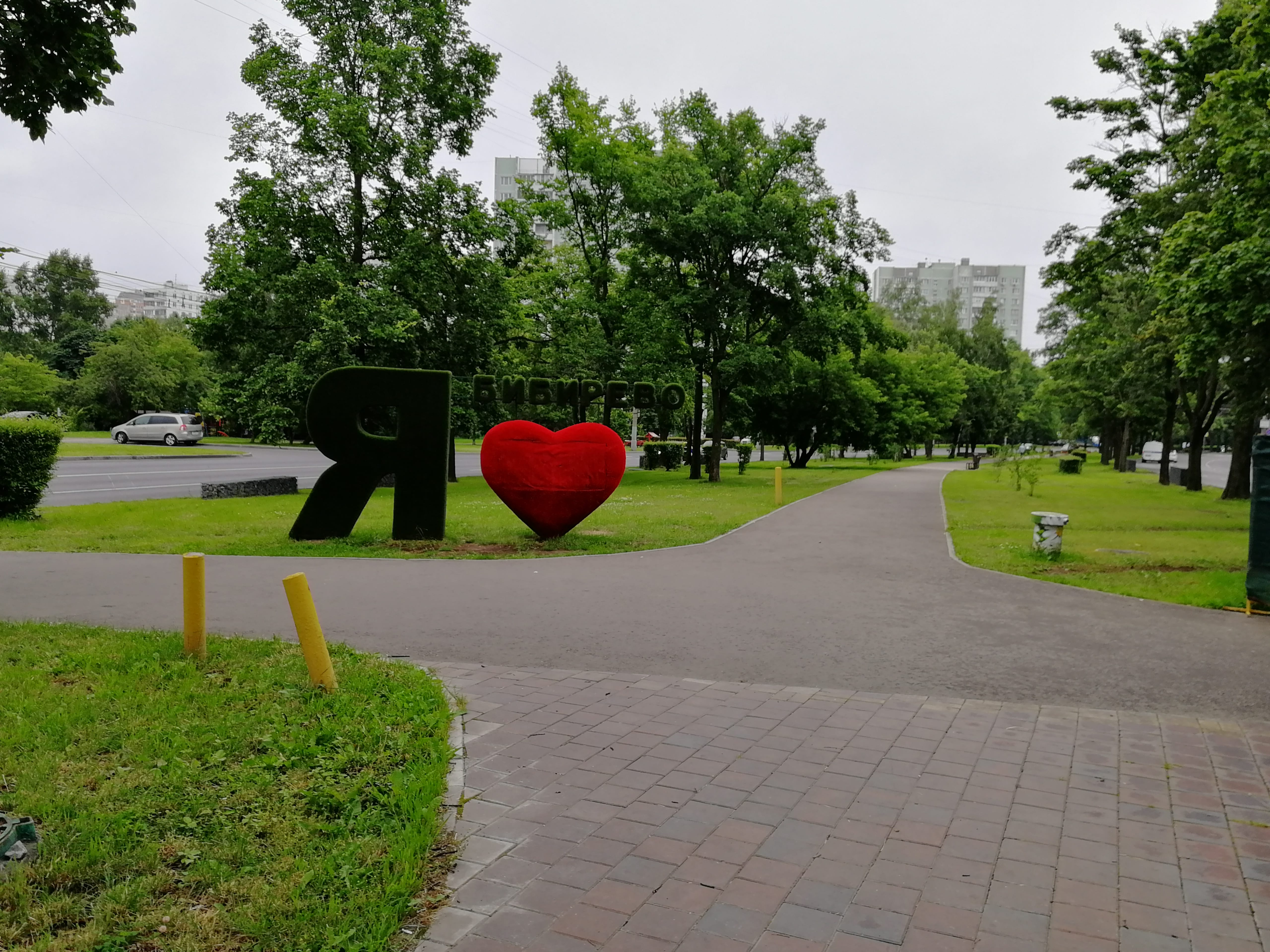
Вид на надпись «Я люблю Бибирево» в сквере на улице Лескова
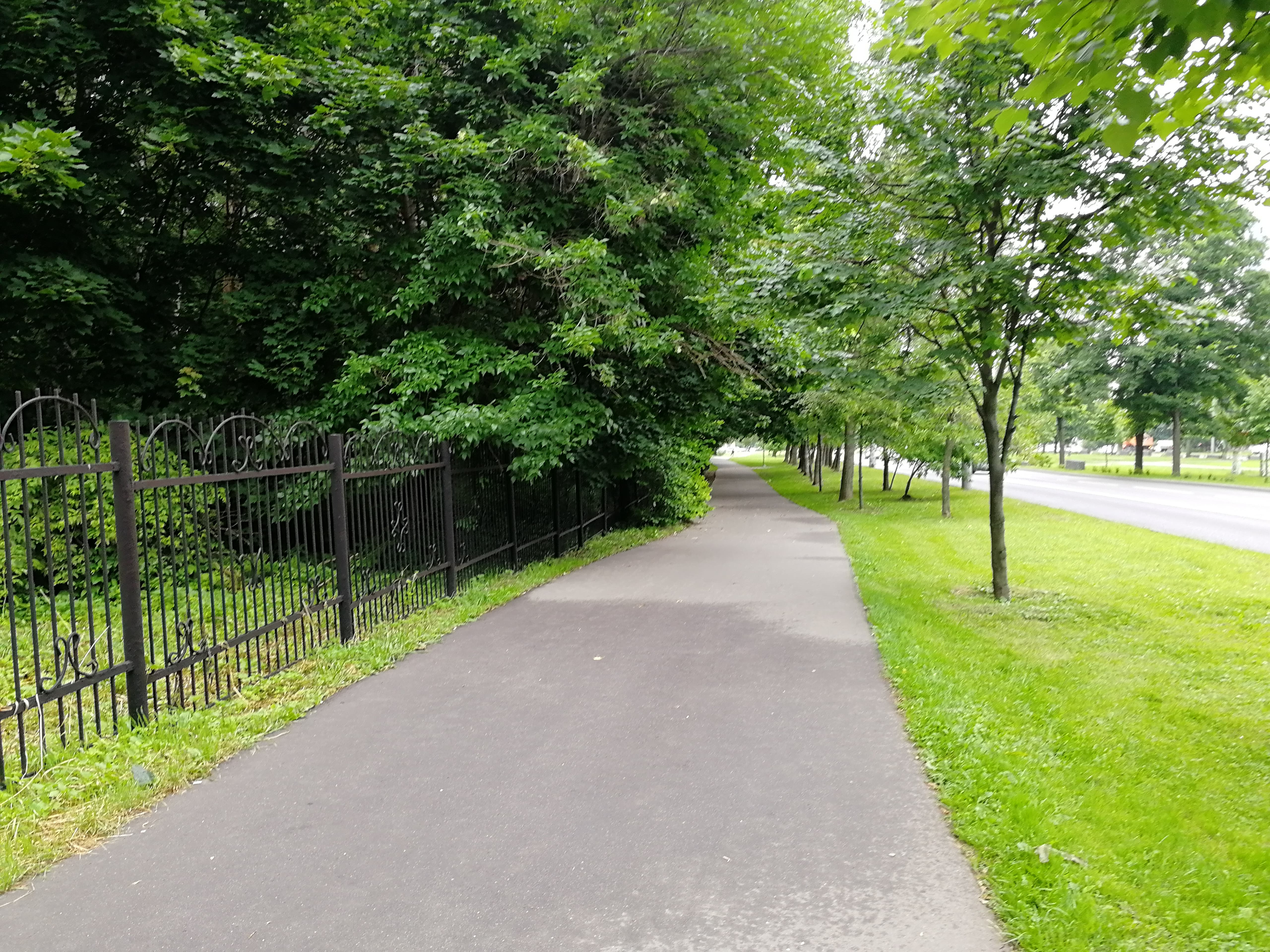
Тротуар вдоль Алтуфьевского лесопарка на улице Лескова
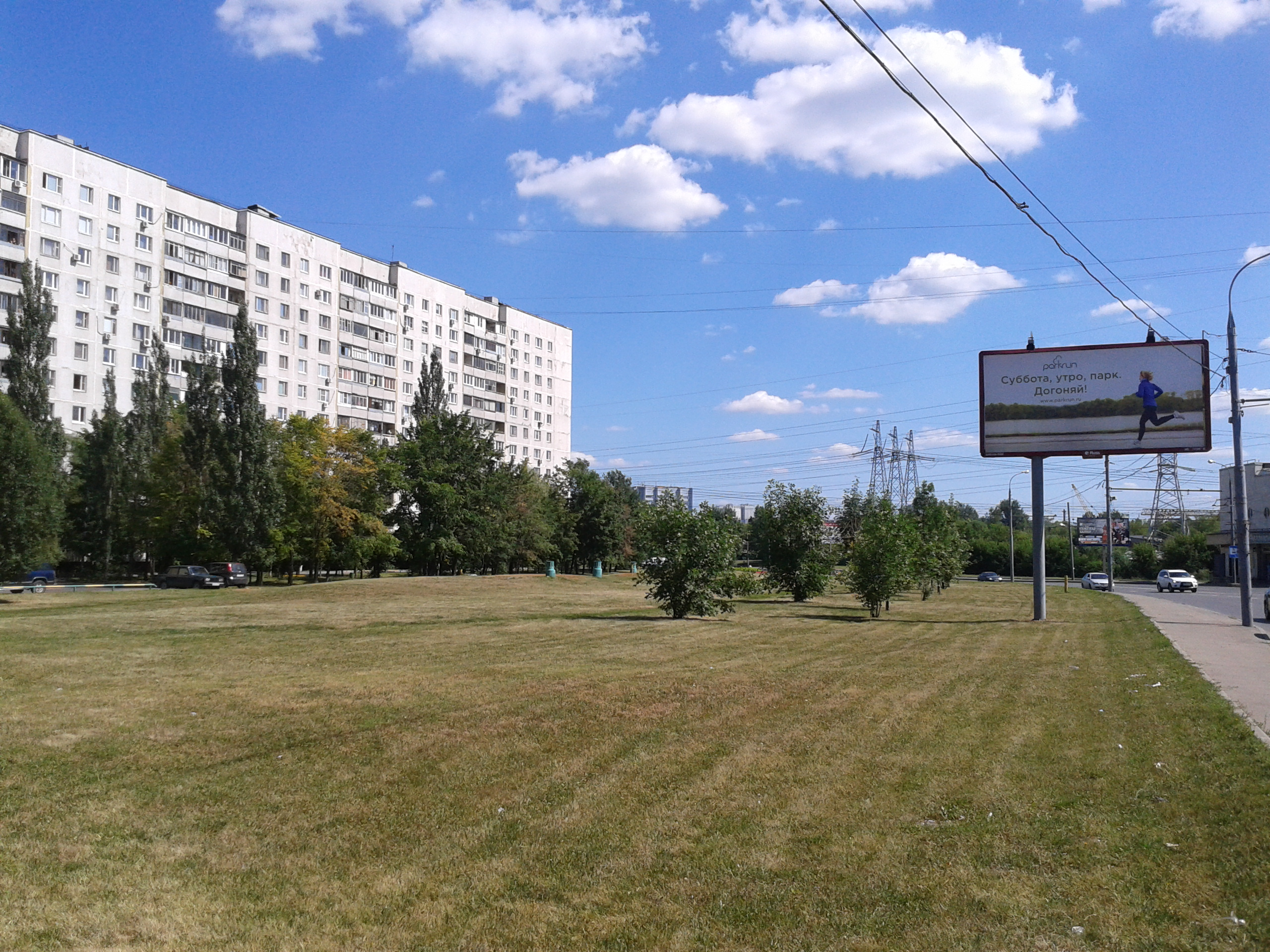
Конец улицы Лескова